# Cinnyris usambaricus
El suimanga de los Usambara (Cinnyris usambaricus) es una especie de ave paseriforme de la familia Nectariniidae endémica de las montañas del sureste de Kenia y el noreste de Tanzania. Anteriormente se consideraba que era una subespecie del suimanga del Kilimanjaro (Cinnyris mediocris).

## Distribución y hábitat
El suimanga de los Usambara se encuentra únicamente en los bosques húmedos tropicales de los montes Taita (sureste de Kenia), y las montañas Pare Meridionales y Usambara (en el noreste de Tanzania}.